# Новый Дроков
Новый Дроков — село в Суражском районе Брянской области в составе Нивнянского сельского поселения.

## География
Находится в северо-западной части Брянской области на расстоянии приблизительно 10 км на северо-восток по прямой от районного центра города Сураж.

## История
Упоминалось со второй половины XVII века в составе Мглинской сотни Стародубского полка с частично казацким населением (15 дворов из 77 в 1781 году). Никольская церковь упоминалась с 1729 года (разрушена в 1943 году). В середине XX века работали колхозы «Красный ударник», «Новая жизнь», «Западный луч», позднее «Красная звезда». В 1859 году здесь (село Суражского уезда Черниговской губернии) учтен был 161 двор, в 1892—240.

## Население
Численность населения: 1060 человек (1859 год), 1859 (1892), 383 человека (русские 99 %) в 2002 году, 310 в 2010.